# 정은주 (쇼트트랙 선수)
정은주(鄭恩朱, 1988년 9월 30일~)는 대한민국의 쇼트트랙 선수이다.
2006년 중국 하얼빈 세계 주니어 쇼트트랙 선수권 대회에서 종합 우승을 차지하고, 국가대표로 선발되었다. 2007년 중국 창춘 동계 아시안 게임에서 1500m에서 금메달, 3000m 계주에서 은메달, 1000m에서 동메달을 땄다. 곧이어 열린 이탈리아 밀라노 세계 쇼트트랙 선수권 대회에서 1500m에서 금메달, 3000m 계주에서 금메달, 1000m에서 은메달, 3000m 슈퍼파이널에서 은메달, 500m에서 동메달을 땄다. 종합 성적에서 진선유와 동점이었으나, 3000m 슈퍼파이널에서 진선유에게 졌기 때문에, 진선유에 이어 개인 종합 2위에 올랐다.

## 학력
- 서현고등학교 졸업
- 한국체육대학교 학사